# ذيلبة

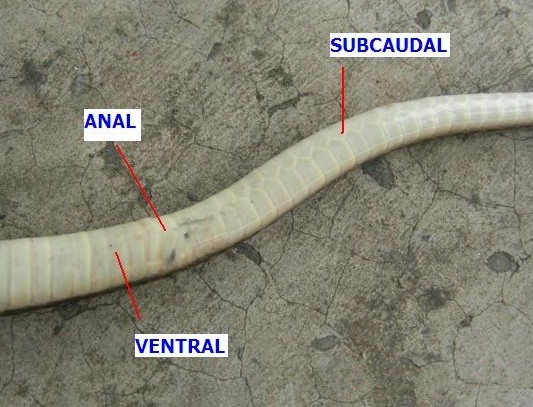
Amphiesma stolata

الذَّيْلَبة أو حراشف الذيل[بحاجة لمصدر] عند الثعابين هي الصفحة الواحدة من الصفائح التي تُعَلِّف مِدَبَّ الحية. قد تكون هذه الصفائح إما مفردة أو مقسمة (زوجية).